# Famille de Gantelet
La famille de Gantelet, anciennement Gantelet, est une famille subsistante de la noblesse savoyarde, originaire de l'Albanais, en Savoie, anoblie en 1615 par le duc Charles-Emmanuel Ier.

## Histoire

### Origines
Dans la seconde moitié du XVIe siècle, Georges Gantelet, fils de Petremand Gantelet, est un bourgeois d’Annecy qui possède des terres à Hauteville-sur-Fier. Il est père de quatorze enfants, nés de deux mariages, et obtient une exemption fiscale en 1598, peu avant sa mort.
Son fils aîné, Bernard Gantelet, qui a fait carrière dans l’armée, est anobli en 1615 par le duc Charles-Emmanuel Ier. Trois de ses frères sont également anoblis et reçoivent des lettres de confirmation en 1628 et 1639.
- Jacques Gantelet, magistrat au service de la duchesse de Genevois, puis des princes Maurice et Antoine de Savoie[5]. Mort sans postérité[6].
- Guillaume Gantelet, nommé en 1636 par la duchesse de Genevois « général et surintendant des poudres et salpêtres dans les terres de l’apanage »[5] (détenteur du monopole légal sur la confection de poudre à canon). Son testament mentionne 7 enfants. Il est l’auteur de la branche dite du Villard.
- Claude Gantelet, qui reprend les activités de son père Georges. Il épouse en 1604 Claire-Françoise de Montluel[2]. Leur fille est demoiselle d’honneur de la princesse de Carignan[1]. Leur fils, Georges Gantelet, est l’auteur de la branche d’Anières.

### de Gantelet d’Anières
Georges Gantelet (1607-1660) est successivement trésorier général et receveur des tailles pour le duc de Genevois, trésorier général du duché de Savoie, puis contrôleur général des guerres deçà les monts. Il épouse en 1639 Anne d’Anières, la fille d’un sénateur et la petite-fille de Geoffroy de Bavoz. Ils ont huit enfants, qui fondent plusieurs branches.

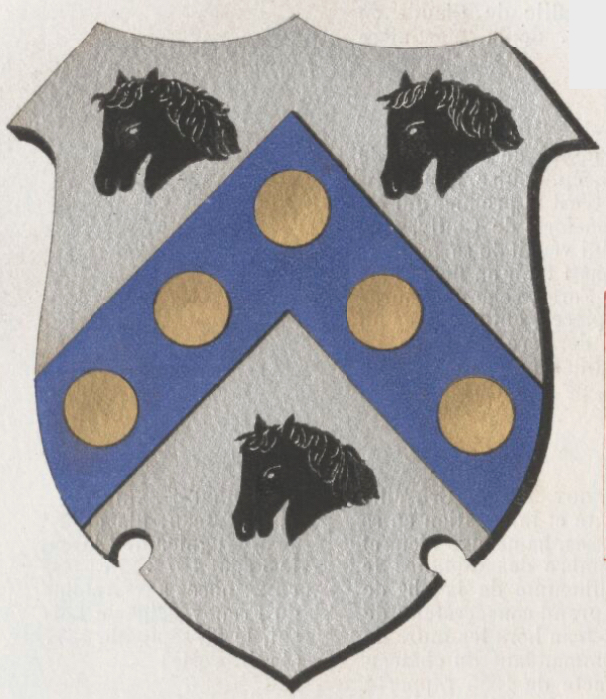
Blason de la famille d’Anières.

#### Branche de Gantelet d’Asnières de Veigy
Antoine de Gantelet d’Anières, tige de la branche devenue aînée, seigneur de Veigy, co-seigneur de Hauteville. Il relève le nom de sa mère, conformément à la volonté d’icelle. Il épouse en 1672 Claudine Gavend du Fresne.
Leur fils, Louis-Antoine, épouse Marie-Madeleine de Montfort. Ils ont quatre enfants, dont Joseph, lieutenant tué à la bataille de Guastalla en 1734.
Georges-Antoine (1701-1770), leur fils aîné, épouse en 1727 Jacqueline Portier de Belair. Ils ont au moins 18 enfants, parmi lesquels :
- Charles de Gantelet d’Anières (1730-1796), héritier de la seigneurie de Veigy qu’il consigne en 1774. L’un de ses fils, Charles-Louis (1780-1856), se marie avec la petite-fille du comte de Sales. Leur fils, Paul-François (1831-1886), héritier testamentaire de son grand-oncle, obtient du roi Victor-Emmanuel II l’autorisation de relever le nom de Sales et le titre de comte[8],[1]. Il épouse en 1861 Félicie d'Arcollières, dont postérité[2]. La branche d’Anières de Sales est propriétaire du château de Metz.
- Claude-Louis-Valentin (1736-1790) seigneur de Courcelles, connu sous le titre de baron de Veigy, propriétaire à Paris. Écuyer du comte d'Artois[2] (frère de Louis XVI), il sollicite des lettres de reconnaissance de noblesse en France. Sa demande fait l’objet en 1788 d’un mémoire très favorable de Chérin, généalogiste des Ordres du roi[9]. Il participe en 1789 à l’assemblée de la noblesse de Soissons[10]. En 1780, il se marie avec Françoise Desgranges de Richeteaux[11], dont postérité. Leur fille Catherine-Françoise épouse en 1801 le comte de Vaubois.
- Joseph (1741-1831) chevalier de l’ordre des Saints-Maurice-et-Lazare, officier de l’armée sarde.
- Joseph-Antoine Balthazar, né en 1748, sert dans l’armée française entre 1769 et 1785, commande le bataillon des cipayes d’Austrasie dans les Indes françaises. Chevalier de l’ordre royal et militaire de Saint-Louis. Mort à Pondichéry avant 1799.
- Louis-Antoine Balthazar (1749-1793), chevalier de l’ordre des Saints-Maurice-et-Lazare, officier de l’armée sarde tué au combat de Sospello[1].

#### Branche de Gantelet-Vectier
Louis de Gantelet-Vectier, né en 1664, épouse en 1678 Anne de Coysia. Ils ont quinze enfants.
Leur fils, Gaspard de Gantelet-Vectier, né en 1698, chevalier de l’ordre des Saints-Maurice-et-Lazare (1728), colonel d’infanterie, gouverneur d’Asti, marquis de Cruseilles (1760). Son fils cadet, Joseph-Gaëtan-Alexandre de Gantelet-Vectier (1756-1842), est grand-croix de l’ordre des Saints-Maurice-et-Lazare, premier gentilhomme de la chambre du roi de Sardaigne Victor-Emmanuel Ier. La branche des marquis de Cruseille s’éteint en ligne masculine en 1859.

#### Branche de Gantelet de Beaufort
Alexandre-Cœlius, né en 1659, filleul du cardinal Celio Piccolomini. Il épouse Marguerite de Vincent de Fesigny.
Leur fils, Louis de Gantelet de Beaufort, hérite de sa grand-mère les biens de La Clusaz. Il épouse Louise de Mouxy, dont postérité. Tué en duel le 10 août 1722 par un cousin éloigné, George de Gantelet du Villard.

## Armes et devise
| « Arma decent fortes », | Les armes de la famille se blasonnent ainsi De sinople, à un lion léopardé d’or, la patte dextre antérieure enfilée dans un gantelet d’argent.,. Écu : De sinople, à un lion léopardé d’or, la patte dextre antérieure enfilée dans un gantelet d’argent.,. Cimier : Un gantelet d'argent,. |  |